# 斯普爾貝爾鄉
45°45′N 26°45′E / 45.750°N 26.750°E
斯普爾貝爾鄉（羅馬尼亞語：Comuna Spulber, Vrancea），是羅馬尼亞的鄉份，位於該國東部，由弗朗恰縣負責管轄，面積35平方公里，海拔高度330米，2002年人口1,404，人口密度每平方公里40人。